# Carlo Alberto Baratta

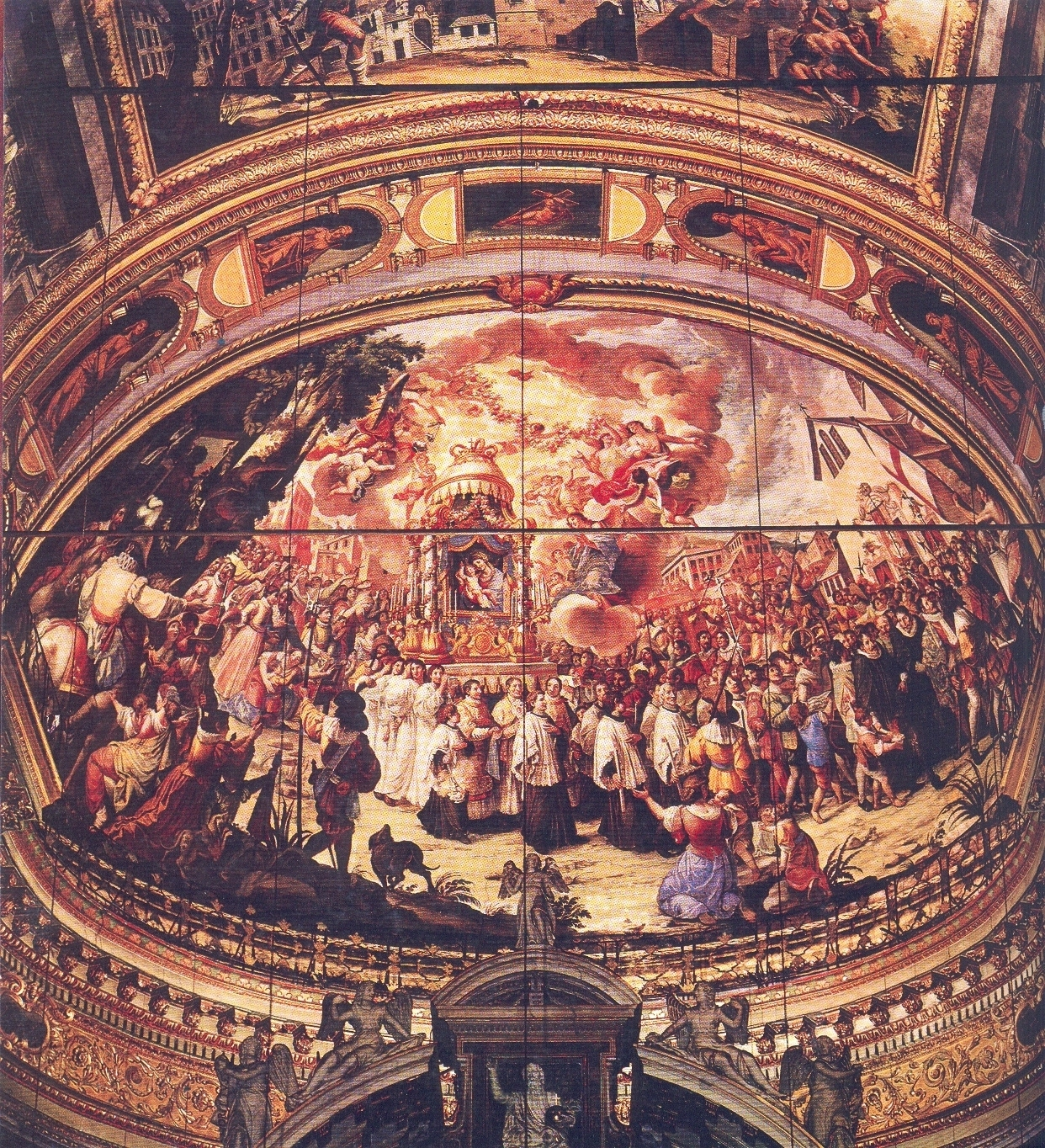
L'affresco raffigurante la Traslazione dell'immagine di Nostra Signora dell'Orto nella volta della cattedrale di Chiavari.

Carlo Alberto Baratta, a volte indicato semplicemente come Carlo Baratta (Genova, 1754 – 1815), è stato un pittore italiano.

## Biografia
Secondo le poche informazioni storiche sulla sua personalità si è potuto apprendere che Carlo Alberto si avvicinò alla pittura all'età di ventiquattro anni a causa della ferma opposizione di suo padre per motivi sconosciuti. Non frequentando regolarmente un'apposita accademia imparò l'arte pittorica da autodidatta, con una buona tecnica di apprendimento veloce e considerata dagli storici dell'arte "ricca d'istinto pittorico".
Le sue principali opere pittoriche sono visibili soprattutto a Genova e in alcuni edifici religiosi del Genovesato - Tigullio, tra i quali la cattedrale di Nostra Signora dell'Orto a Chiavari. A differenza di contemporanei pittori operanti nel capoluogo ligure - ad esempio Paolo Gerolamo Brusco impegnato nell'aggiornamento delle opere nell'allora stile neoclassico europeo, - lo stile di Carlo Alberto Baratta s'impose nel non seguire la principale corrente artistica, adottando per i suoi lavori scelte e gusti personali causando, talvolta, un vero e proprio disinteresse verso il neoclassicismo.
Analizzando però alcuni suoi disegni, quale ad esempio il Sacco di Troia conservato presso il Palazzo Rosso di Genova, si è potuto constatare che dal neoclassicismo trasse ugualmente qualche riferimento, ma nella sostanza non è possibile definire con esattezza lo stile delle sue opere; alcuni studiosi accostano la sua tecnica al pittore Valerio Castello o ancora a Giovanni Benedetto Castiglione, quest'ultimo celebre con l'appellativo de il Grechetto.
Tra le opere conservate e ammirabili vi sono gli affreschi nel presbiterio della cattedrale di Chiavari - l'Apparizione della Vergine nella volta e il Trasferimento della sacra immagine della Madonna dell'Orto all'altar maggiore nell'abside - la Presentazione al tempio nella basilica di Santa Maria Assunta di Camogli e l'Educazione della Vergine presso il convento dei Cappuccini di Voltaggio. A Genova sono presenti le pitture Tentazioni di sant'Agnese e Sant'Agnese che rifiuta le nozze principesche - presso la chiesa di Nostra Signora del Carmine e Sant'Agnese - dipinte assieme al pittore Giovanni David; i Santi Gaetano di Thiene e Antonio abate che venerano la Madonna presso la chiesa parrocchiale di San Giacomo a Pontedecimo.
Baratta è ricordato inoltre per il riconosciuto impegno civile nell'attività pubblica, specie durante la dominazione francese di Napoleone Bonaparte nei territori della Repubblica di Genova, quando si adoperò per la creazione di un museo dove conservare le opere prelevate dai diversi ordini religiosi soppressi da Napoleone sul finire del XVIII secolo. Nel 1797 divenne socio dell'Accademia Linguistica fino al 1801 quando, per motivi sconosciuti, la sua carica associativa non fu confermata dopo la legalizzazione dell'ente accademico.
Carlo Alberto Baratta morirà nel 1815.

## Opere
- Sacco di Troia - Genova, Palazzo Rosso
- Tentazioni di Sant'Agnese - Genova, Chiesa di Nostra Signora del Carmine e Sant'Agnese
- Sant'Agnese che rifiuta le nozze principesche - Genova, Chiesa di Nostra Signora del Carmine e Sant'Agnese
- Santi Gaetano di Thiene e Antonio abate - Pontedecimo, Chiesa di San Giacomo
- Apparizione della Vergine - Chiavari, Santuario di Nostra Signora dell'Orto
- Trasferimento della sacra immagine della Madonna dell'Orto all'altar maggiore - Chiavari,  Santuario di Nostra Signora dell'Orto
- Presentazione al tempio - Camogli, Basilica di Santa Maria Assunta
- Educazione della Vergine - Voltaggio,  Convento dei Cappuccini